# Diano Borello
Diano Borello is een plaats (frazione) in de Italiaanse gemeente Diano Arentino.